# Universidade de Cartum
A  Universidade de Cartum é uma universidade sudanesa, sediada na cidade de Cartum, capital do país. É uma das maiores universidades do Sudão. Foi fundada em 1902 com o nome de Gordon Memorial College e estabelecida em 1956, com a independência do Sudão.
Possui diversos institutos, unidades acadêmicas e centros de investigação, incluindo o Micetoma Research Center e os hospitais universitários de Soba e Abualila Saad, ambos pertencentes à universidade. O Hospital Universitário de Soba abriga o Instituto de Doenças Endêmicas, a única referência no país. A universidade abriga ainda a Biblioteca do Sudão, uma seção de acervos de propriedade da universidade.